# Шкандрий, Мирослав
Мирослав Шкандрий (укр. Мирослав Шкандрій, англ. Myroslav Shkandrij, род. 17 марта 1950, Великобритания) — канадский литературовед и искусствовед украинского происхождения.

## Биография
Степень бакалавра получил в Кембриджском университете (1972), степень магистра (1973) и доктора наук (PhD, 1980) — в Торонтском университете. В 1975-1985 годах вместе с Богданом Кравченко, Марком Бойцуном, Романом Сенькусем, Галиной Фриланд, Кристиной Хомяк и другими принимал участие в издании левого украиноязычного журнала «Діялог», лозунг которого был За социализм и демократию в независимой Украине (укр. За соціалізм і демократію в самостійній Україні). 
Профессор, глава департамента германистики и славистики Манитобского университета (Виннипег, Канада). Автор монографических исследований по истории украинской литературы и культуры. Составитель, переводчик и автор предисловия к англоязычной книге памфлетов Мыколы Хвылевого «The Cultural Renaissance in Ukraine: Polemical Pamphlets. 1925—1926» (1986). Организовал в Канаде выставку «Феномен українського авангарду 1910—1935. The Phenomenon of the Ukrainian Avant-Garde 1910—1935. Le Phenomene De L'Avant-Garde Ukrainienne, 1910—1935» — и подготовил каталог этой выставки.

## Монографии
- Ukrainian Nationalism: Politics, Ideology, and Literature, 1929-1956. — New Haven: Yale University Press, 2015. — 344 p.
- Jews in Ukrainian Literature: Representation and Identity. — New Haven: Yale University Press, 2009.
- Модерністи, марксисти і нація. Українська літературна дискусія 1920-х років Архивировано 13 февраля 2016 года. / Пер. з англ. Микола Климчук[укр.]; научный редактор Ярина Цимбал[укр.]. — Київ: Ніка-Центр, 2006. — 384 с.
- В обіймах імперії. Російська й українська літератури новітньої доби / Пер. з англ. Петро Таращук. — Київ: Факт, 2004. — 496 с.
- Russia and Ukraine. Literature and Discourse of Empire from Napoleonic to Postcolonial Times. — McGill-Queen's University Press, 2001.
- Modernists, Marxists and the Nation. The Ukrainian Literary Discussion of the 1920s. — CIUS, 1992.
- В обіймах імперії. Література й імперський дискурс від наполеонівської до постколоніальної доби / Пер. з англ. Петро Таращук. — Київ: Комубук, 2023 (анонс видавництва, перевидання)[5].
- In the Maelstrom. The Waffen-SS 'Galicia' Division and Its Legacy. — McGill-Queen's University Press, 2023. — 464 p.

## Редактировал
- Futurism and After: David Burliuk, 1882—1967. — Winnipeg: Winnipeg Art Gallery, 2008.
- The Phenomenon of the Ukrainian Avant-Garde, 1910—1935. — Winnipeg: Winnipeg Art Gallery, 2001.
- Mykola Khvylovy, The Cultural Renaissance in Ukraine: Polemical Pamphlets, 1925—1926. — Edmonton: CIUS, 1986. — 328 pp.